# Дрождиень
Дрождиень (Дрождиены, рум. Drojdieni, Дрождиень) — село в Ниспоренском районе Молдавии. Наряду с сёлами Шишкань и Одая входит в состав коммуны Шишкань.

## География
Село расположено на высоте 76 метров над уровнем моря.

## Население
По данным переписи населения 2004 года, в селе Дрождиень проживает 482 человека (240 мужчин, 242 женщины).
Этнический состав села:
| Национальность | Число жителей | Процентный состав |
| -------------- | ------------- | ----------------- |
| молдаване      | 476           | 98.76             |
| румыны         | 4             | 0.83              |
| украинцы       | 1             | 0.21              |
| русские        | 1             | 0.21              |
| Всего          | 482           | 100%              |